# Баньоло-ін-П'яно
Баньоло-ін-П'яно (італ. Bagnolo in Piano) — муніципалітет в Італії, у регіоні Емілія-Романья,  провінція Реджо-Емілія.
Баньоло-ін-П'яно розташоване на відстані близько 360 км на північний захід від Рима, 65 км на північний захід від Болоньї, 9 км на північний схід від Реджо-нелль'Емілії.
Населення — 9714 осіб (2014).
Щорічний фестиваль відбувається 2 квітня. Покровитель — San Francesco di Paola.

## Демографія
Населення за роками:

Станом на 1 січня 2023 року в муніципалітеті офіційно проживав 991 іноземець з 55 країн, серед них 171 громадянин країн Євросоюзу та 91 громадянин України.

## Сусідні муніципалітети
- Кадельбоско-ді-Сопра
- Корреджо
- Новеллара
- Реджо-нель-Емілія

## Відомі особистості
В поселенні народась:
- Ільва Лігабуе (1932—1998) — італійська оперна співачка.